# Kukang większy
Kukang większy, lori kukang (Nycticebus coucang) – gatunek ssaka naczelnego z podrodziny Lorisinae w obrębie rodziny lorisowatych (Lorisidae). Występuje w Azji Południowo-Wschodniej. Jest zagrożony wyginięciem.

## Taksonomia
Gatunek po raz pierwszy zgodnie z zasadami nazewnictwa binominalnego opisał w 1785 roku holenderski przyrodnik Pieter Boddaert, nadając mu nazwę Tardigradus Coucang. Miejsce typowe według oryginalnego opisu to „Bengal” (łac. Habitat in Bengala), tj. Malakka, Malezja. Boddaert swój opis oparł na „The tailles Maucaco” Thomasa Pennanta i „Paresseux pentadactyle de Bengale” Arnouta Vosmaera. Podgatunek insularis formalnie opisał 1917 roku brytyjski zoolog Herbert Christopher Robinson, nadając mu nazwę Nycticebus coucang insularis. Miejsce typowe to zatoka Juara lub Sungai Nipah, Tioman, Pahang, Malezja. Holotyp to skóra i czaszka dorosłego samca (sygnatura BMNH 1921.11.8.1) ze zbiorów Muzeum Historii Naturalnej w Londynie; okaz zebrany 19 lipca 1915 roku przez autora opisu.
Wstępne badania wydają się wskazywać, że na Sumatrze mogą istnieć dwie różne formy (jedna jest obecnie uznawana za odrębny gatunek N. hilleri) oraz że populacje z Singapuru, Malezji, półwyspowej części Tajlandii i wyspy Bangka bardzo się od siebie różnią i może być uzasadnione uznanie ich za odrębne taksony.
Autorzy Illustrated Checklist of the Mammals of the World rozpoznają dwa podgatunki.

### Etymologia
- Nycticebus: gr. νυκτι- nukti- „nocny”, od νυξ nux, νυκτος nuktos „noc”; κηβος kēbos „długoogoniasta małpa”[18].
- coucang: rodzima, indonezyjska nazwa kukang dla kukanga większego[19].
- insularis: łac. insularis „z wyspy, wyspowy”, od insula, insulae „wyspa”[20].

## Zasięg występowania
Kukang większy występuje w zależności od podgatunku:
- N. coucang coucang – południowa Tajlandia, Półwysep Malajski (w tym wyspy Penang i Langkawi), Singapur, Sumatra i wyspy Cieśniny Malakka oraz Archipelag Riau (Batam, Galang i Tebing Tinggi).
- N. coucang insularis – Tioman, Malezja.

## Wygląd
Długość ciała (bez ogona) 30–34 cm, ogon szczątkowy; masa ciała 635–850 g.

## Tryb życia
Kukang większy prowadzi nocny tryb życia. Jest zwierzęciem uważanym za samotnicze, choć obserwowane były grupy składające się z dorosłego samca, dorosłej samicy oraz pewnej liczby młodych. Samotniczy tryb życia może być związany z monogamicznym systemem zapłodnień u tego gatunku. Między osobnikami w grupie zasiedlającej dany obszar występują przyjazne relacje.
Kukang większy w wewnętrznej stronie łokcia wytwarza toksynę, którą po połączeniu ze śliną przy pomocy specjalnych grzebieni pokrywa skórę swoją oraz swojego potomstwa. W przypadku zagrożenia gryzie lub zwija się w kulkę, wystawiając do drapieżnika pokryte toksyną futro. Tak jak inne gatunki z rodziny lorisowatych, Nycticebus coucang do komunikacji używa silnie pachnącej wydzieliny spod pach oraz okrzyków.
Kukang większy jest zasadniczo owocożerny, choć spożywa też liście, owady i jaja ptaków. Główny pokarm stanowi jednak nektar z kwiatów palmy burtram (Eugeissona trismus). Lori kukang ze względu na toksynę pokrywającą futro nie mają zbyt wielu naturalnych wrogów. Jednym z nielicznych zaobserwowanych jest pyton siatkowy (Malayopython reticulatus).

## Rozmnażanie
W porównaniu do innych ssaków podobnych rozmiarów, Nycticebus coucang mają niskie wskaźniki rozrodcze – ich ciąża jest pojedyncza, a czas pomiędzy ciążami długi. Ciąża trwa 190 dni, a młode dorasta po około 9 miesiącach.

## Status zagrożenia i ochrona
Czerwona księga gatunków zagrożonych IUCN wymienia kukanga większego jako gatunek zagrożony (EN – ang. endangered). Poważnym zagrożeniem jest nielegalne odłapywanie i sprzedawanie jako zwierzęta domowe w całej Azji Południowo-Wschodniej. Po złapaniu zwierzętom często wyrywane są zęby, co nawet w wypadku odebrania zwierzęta kłusownikom uniemożliwia ponowne wypuszczenie ssaka. Głównym powodem spadku liczebności populacji jest jednak ograniczanie niszy ekologicznej, czyli wycinanie lasów. Ograniczenie środowiska występowania spowodowało konieczność migracji Nycticebus coucang na obszary wykorzystywane jako tereny uprawne, gdzie gatunek ten uznawany jest za szkodnika.
Jak wszyscy przedstawiciele rodzaju Nycticebus, jest on ujęty w I załączniku konwencji waszyngtońskiej (CITES).